# Jeremiah Koung
Jeremiah Kpan Koung né le 17 mars 1978 à Yekepa au Libéria, est un homme politique libérien et actuel vice-président du Liberia.
Il siège à la Chambre des représentants du Libéria de 2012 à 2020. Il est élu au Sénat du Libéria en 2020.
Devenue porte-drapeau du mouvement pour la démocratie et la reconstruction (en) en 2022. En 2023, Joseph Boakai le choisi comme colistier pour l'élection présidentielle de 2023.

## Biographie
Koung est élu à la Chambre des représentants du Libéria en 2011 (en), sous la bannière de l'Union nationale pour le progrès démocratique (en). La campagne de Koung est soutenue par son parrain, l'ancien seigneur de guerre, le sénateur Prince Johnson,. Il représente le district n°1 du comté de Nimba. En 2011, Koung commence la construction du centre médical Ester et Jereline. Il a été achevé en juillet 2016. Dans une enquête du centre pour la transparence et la responsabilité au Libéria, il a été établi qu'entre 2012 et 2021, Koung avait reçu près d'un million de dollars pour gérer cet hôpital privé. Il a affirmé avoir cédé l'hôpital au gouvernement, mais aucun document faisant état d'un tel transfert n'a été produit.
Lors des élections de 2017, Koung a été réélu à son siège à la maison du comté de Nimba sous la bannière du Mouvement pour la démocratie et la reconstruction (MDR). Lors des élections de 2020, la candidature de Koung au Sénat a de nouveau été soutenue par le sénateur Johnson. Koung a remporté les élections au Sénat, se présentant à nouveau avec le MDR. Koung est devenu le deuxième chef du parti MDR après les élections du 22 décembre 2022, succédant au fondateur du parti, le sénateur Johnson. En tant que porte-drapeau, Koung a poursuivi la politique de Johnson consistant à s'opposer à la coalition pour le changement démocratique au pouvoir.
Le 28 avril 2023, l'ancien vice-président et porte-drapeau du Parti de l'unité, Joseph Boakai, a annoncé que Koung serait son colistier pour la présidentielle de 2023 de Boakai. Après les élections initiales d'octobre, ni Boakai et Koung ni les titulaires George Weah et Jewel Taylor n'ont obtenu la majorité des voix, déclenchant un second tour en novembre. Le 10 novembre, lors d'un événement de campagne dans la ville de Zor-Zoalay, comté de Nimba, une attaque impliquant des coups de feu a eu lieu. Plusieurs ont été hospitalisés et les sénateurs Koung et Johnson s'en sont échappés de peu,.
Le 17 novembre 2023, après le second tour du scrutin, le président Weah concède sa défaite, ce qui permet à Boakai de devenir président et Koung de devenir vice-président.